# Gottfried Less

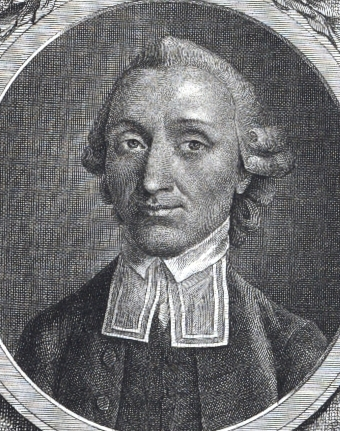
Gottfried Less

Gottfried Less (* 31. Januar 1736 in Konitz in Polnisch-Preußen; † 28. August 1797 in Hannover) war ein deutscher lutherischer Theologe.

## Leben
Less, Sohn eines Kaufmanns, studierte ab 1752 an den Universitäten von Halle und Jena Theologie. Er hatte an Siegmund Jakob Baumgartens Werk Nachrichten von merkwürdigen Büchern mitgearbeitet. Ab 1757 war er zunächst Kandidat, von 1761 an außerordentlicher Professor der Theologie am Akademischen Gymnasium Danzig. 1762 ging er als außerordentlicher Professor und Universitätsprediger nach Göttingen, wo er 1765 ordentlicher Professor und Direktor des Predigerkollegiums wurde. 1766 wurde er zum Doktor der Theologie promoviert.
1784 wurde er an der Universität Göttingen zum Primarius ernannt und Konsistorialrat. Ab 1791 war er Schlossprediger und Generalsuperintendent der Generaldiözese Hoya-Diepholz in Hannover. 1793 wurde er Generalsuperintendent der Generaldiözese Calenberg. Kurz vor seinem Tod übernahm er in Hannover die Leitung der Hof- und Töchterschule.
Less gilt als Vertreter der Aufklärungstheologie.

## Bekannte Schüler
- Arnold Schuback (1762–1826), Privatgelehrter und Mäzen

## Schriften (Auswahl)
- Beweis der Wahrheit der christlichen Religion. Georg Ludewig Förster, Göttingen u. a. 1768 (Digitalisat).
- Auferstehungs-Geschichte Jesu nach allen vier Evangelisten. Nebst einem doppelten Anhange gegen die Wolfenbütteler Fragmente von der Auferstehung Jesu; und vom Zwecke Jesu und seiner Apostel. Daniel Friedrich Kübler, Göttingen 1779 (Digitalisat).
- Christliche Religions-Theorie fürs gemeine Leben oder Versuch einer praktischen Dogmatik. Vandenhoeck, Göttingen 1779, (Digitalisat; 3., sehr vermehrte und ganz umgearbeitete Ausgabe, als: Handbuch der Christlichen Religions-Theorie für Aufgeklärtere. Oder Versuch einer Praktischen Dogmatik. Vandenhoeck und Ruprecht, Göttingen 1789, Digitalisat).
- Sontags-Evangelia übersetzt, erklärt, und zur Erbauung angewandt. 1. Auflage: 1776. 3. Auflage: 1781. Hrsg.: Bastian Lemitz (BdN IV). Mohr Siebeck, Tübingen 2021.